# Isola Brock
L'isola Brock è un'isola disabitata dell'arcipelago artico canadese.

## Geografia
L'isola fa parte dei territori del Nord-Ovest del Canada. Misura 764 km² di superficie, 37 km di lunghezza e 22 km di larghezza, con una forma pressappoco rettangolare. È molto pianeggiante, infatti l'altezza massima raggiunta è di soli 67 m.
Fu scoperta nel 1915 da Vilhjalmur Stefansson.